# Anthurium utleyorum
Anthurium utleyorum är en kallaväxtart som beskrevs av Thomas Bernard Croat och R.A.Baker. Anthurium utleyorum ingår i släktet Anthurium och familjen kallaväxter. Inga underarter finns listade.